# Mamaia Idu Trophy 2013
Il Mamaia Idu Trophy 2013 è stato un torneo di tennis facente parte della categoria ITF Women's Circuit nell'ambito dell'ITF Women's Circuit 2013. Il torneo si è giocato a Mamaia in Romania dal 26 agosto al 1º settembre 2013 su campi in terra rossa e aveva un montepremi di $25,000.

## Vincitrici

### Singolare
Cristina Dinu ha battuto in finale  Cindy Burger con il punteggio di 6–7(5–7), 7–5, 6–0

### Doppio
Kamila Kerimbajeva /  Christina Shakovets hanno battuto in finale  Diana Buzean /  Inés Ferrer Suárez con il punteggio di 6–3, 7–5